# Heywoodia lucens
Heywoodia lucens là một loài thực vật có hoa trong họ Diệp hạ châu. Loài này được Sim mô tả khoa học đầu tiên năm 1907.